# Comarque métropolitaine de Huelva

La Comarque métropolitaine de Huelva est une comarque située dans la province andalouse de Huelva. Elle s'organise autour de la ville de Huelva, capitale de province, et rassemble les villes de l'agglomération.
Elle comprend sept communes : Aljaraque, Gibraleón, Huelva, Moguer, Palos de la Frontera, Punta Umbría et San Juan del Puerto.
Elle est entourée par la comarque de El Andévalo au nord, par la comarque de la Costa occidental à l'ouest, l'Océan Atlantique au sud et la comarque de El Condado à l'est.

## Source
- (es) Cet article est partiellement ou en totalité issu de l’article de Wikipédia en espagnol intitulé « Comarca Metropolitana de Huelva » (voir la liste des auteurs).